# Трговина људима у Северној Кореји
Трговина људима у Северној Кореји (Демократска Народна Република Кореја или ДНРК) обухвата мушкарце, жене и децу у сврху присилног рада и/или комерцијалне сексуалне експлоатације.

## Трговина по врсти

### Трговина невестама и сексом у Кини
Након распада Совјетског Савеза, севернокорејски режим је изгубио њихову подршку и запао је у све тежу економску депресију. Многе фабрике су затворене због недостатка природних ресурса и немогућности да плате раднике, што је приморало владу да драстично смањи количину хране. Глад која је уследила појачана „пољопривредним катастрофама“ убила је 2 милиона Севернокорејаца од 1996. до 1999. године, мотивишући породице да мигрирају у суседну Кину. У деценији која је претходила 2006. години, 100.000 севернокорејских имиграната ушло је у Кину тражећи храну и сигурност посла. Због дискриминације жена у радној снази од стране Северне Кореје, традиционалног породичног погледа на жене и све већег сиромаштва у региону, Корејке су имале много фактора који су их мотивисали да емигрирају у Кину како би пронашли бољи живот. Процењује се да су 80% севернокорејских миграната биле жене.
Кинеска политика једног детета створила је савршено окружење за трговину женама из Северне Кореје, године „полно селективних абортуса“ и женског чедоморства, што је довело до вишка од око 34 милиона мушкараца од 2016. године. Недостатак невеста у Кини и уносна природа професије трговине људима послужили су као кључне компоненте, које су довеле до великог броја тргованих корејских жена. У 2019. години процењени проценат жена мигранткиња које су биле жртве трговине износио је 60%. Иако неке Севернокорејке добровољно пристају на уговорене бракове у Кини како би избегле екстремно сиромаштво, многи брокери обмањују ове рањиве жене тако што их продају секс индустрији или „непожељним” партнерима (као што су старији мушкарци или мушкарци са инвалидитетом). Севернокорејске жене су посебно подложне сексуалном насиљу због свог илегалног статуса и страха од репатријације. Жене и девојке жртве трговине људима трпе мноштво злостављања, као што је принуда на секс, силовање, покварене сајберсексуалне представе и присилни рад (када се продају мушкарцима у руралним областима). Према извештајима, 15% жена и девојака којима се тргује купују посредници сајбер секса, 30% продају као невесте, а 50% је приморано на проституцију.
Кинеско законодавство крши Конвенцију Уједињених нација о избеглицама тако што сматра да су жене жртве трговине економским мигрантима, што је довело до тога да земља депортује 6.000 Корејаца годишње. Након депортације, севернокорејски пребези се терете за издају и суочавају се са радним логорима, где су емоционално и сексуално злостављани, мучени и изгладњивани. У овим радним логорима, труднице су подвргнуте индукованим абортусима и чедоморству, као начину да се севернокорејске лозе одрже чистом и да се Влада ослободи одговорности од финансијске подршке „деци стране крви“.

### Присилни рад
Унутар Северне Кореје, присилни рад је део успостављеног система политичке репресије. Севернокорејци немају избора у пословима на којима раде и нису слободни да мењају посао по својој вољи. Влада Северне Кореје одређује који ће посао имати сваки грађанин. Од априла до септембра 2009. године, влада је покренула кампању „Битка од 150 дана“, како би подстакла привреду захтевајући повећано радно време и производне циљеве грађана, као и спровођење програма које намеће влада, као што су изградња путева и грађевински радови. Земља је покренула другу кампању „мобилизације радне снаге“, „100-дневну битку“, одмах након почетне „150-дневне битке“.
Влада Северне Кореје је директно укључена у подвргавање Севернокорејаца принудном раду у затворским логорима. Процењује се да је 150.000 до 200.000 особа затворено у логорима у удаљеним деловима земље. Многи од ових затвореника нису уредно осуђени за кривично дело. У заробљеничким логорима, сви затвореници, укључујући и децу, подвргнути су принудном раду, укључујући сечу дрва, рударство и пољопривреду, дугим сатима у тешким условима. Извештаји показују да политички затвореници трпе тешке услове, укључујући мало хране или медицинске неге, и бруталне казне. За многе се не очекује да преживе. Многи затвореници су се разболели или умрли због тешких услова рада, неадекватне хране, премлаћивања, недостатка медицинске неге и нехигијенских услова.

### Севернокорејски радници послати у иностранство
Влада Северне Кореје регрутује раднике за билатералне уговоре са страним владама, укључујући Русију, земље Африке, Централне и источне Европе, источне и Југоисточне Азије, укључујући Монголију и Блиски исток. Постоје веродостојни извештаји да су многи севернокорејски радници које је режим послао у иностранство по овим уговорима подвргнути присилном раду, при чему су њихово кретање и комуникација стално под надзором и ограничени од стране севернокорејских владиних „чувара“.
Веродостојни извештаји наводе да се суочавају са претњама одмазде владе против њих или њихових рођака у Северној Кореји, ако покушају да побегну или се жале спољним странама. Плате радника депонују се на рачуне које контролише влада Северне Кореје, која држи већину новца, тражећи накнаде за различите "добровољне" доприносе владиним подухватима. Радници добијају само делић новца који се плаћа влади Северне Кореје.
Процењује се да је десетине хиљада севернокорејских радника запослено у руским камповима за сечу дрва, где наводно имају само два дана одмора годишње и суочавају се са казнама када не испуне производне циљеве. Плате неким севернокорејским радницима запосленим у Русији наводно су задржане док се радници не врате кући, у тактици принуде севернокорејских власти да приморају њихов рад. Севернокорејски радници у заједничким предузећима са страним инвеститорима у Северној Кореји запошљавају се према аранжманима сличним онима који се примењују на раднике на уговору у иностранству.
Откако је Ким Џонг Ун постао лидер Северне Кореје 2011. године, број радника који се шаљу у иностранство убрзано се повећавао, како би добили девизе и заобишли међународне санкције. У 2012. години процењено је да је 60–65.000 Севернокорејаца послато у иностранство на рад, у више од 40 земаља, а 2015. године процењено је да је ових радника било 100.000. Северна Кореја је 2016. године зарадила 1,6 милијарди фунти (око 2,3 милијарде долара) од радника послатих у иностранство широм света према једном извору.
Као одговор на севернокорејско лансирање балистичке ракете 2017. године, Савет безбедности Уједињених Наација је једногласно одобрио санкције Северној Кореји, укључујући повратак кући свих Севернокорејаца који раде у иностранству у року од 24 месеца. У децембру 2019. године неке земље још увек нису испуниле ове обавезе. Савет безбедности Уједињених нација је тако одредио рок до 22. децембра 2019. године, када би санкције ступиле на снагу. Међутим, саопштено је да је Северна Кореја пронашла начине да заобиђе санкције и почела да користи рупу која је дозвољавала туристичке или студентске визе. Резолуција забрањује продужење или издавање радничких виза, дозвољавајући Северној Кореји да промени врсту визе која се тражи у студентску или путну визу. Наводно је 2018. године стотине Севернокорејаца радило у Кини под статусом приправника. Штавише, Северна Кореја шаље студенте у иностранство претварајући се да су део програма размене студената, док већину времена проводе радећи у различитим предузећима. 

## Одговор владе Северне Кореје
Влада Северне Кореје не поштује у потпуности минималне стандарде за елиминацију трговине људима и не улаже значајне напоре да то учини. Влада је експлицитно негирала да је трговина људима проблем. Власти не праве разлику између трговине људима и других облика илегалног преласка границе, а жртве се кажњавају због кршења закона о миграцијама. Влада доприноси проблему трговине људима кроз своја оштра ограничења емиграције и кроз своје затворске логоре принудног рада, у којима Севернокорејци живе у ропским условима, примају мало хране и мало или нимало медицинске неге.

### Кривично гоњење
Влада Северне Кореје је уложила мало, ако уопште, напора у борби против трговине људима, кроз напоре за спровођење закона у периоду 2015 и 2016. године, и наставила је да озбиљно ограничава кретање својих грађана унутар и преко својих граница. Влада Северне Кореје и даље пориче постојање трговине људима као проблема. Мало је информација о унутрашњем правном систему Северне Кореје. Кривични закон земље забрањује прелазак границе без дозволе. Ови закони се користе и против трговаца људима и против жртава трговине људима.
Сумњиво је да су севернокорејски закони адекватни за решавање проблема трговине људима. Члан 150. Кривичног закона инкриминише, између осталог, отмицу, продају или трговину децом. Члан 7. Закона о равноправности полова из 1946. забрањује трговину женама. Међутим, фер суђења се не дешавају у Северној Кореји. Није јасно по којим се одредбама закона, ако их има, кривично гоне трговци људима. Закони који се користе за кривично гоњење трговаца људима и жртава трговине људима, су они који настоје да ограниче све прекограничне миграције, укључујући одлив избеглица, и често на крају наносе штету жртвама.
Извештаји указују да је уведено више ограничења за напуштање Северне Кореје, а има и извештаја о строжим казнама за оне који желе да напусте земљу и оне који су присилно враћени. Извештаји севернокорејских пребега укључују примере да влада кажњава трговце људима. Међутим, извештаји невладиних организација указују на то да „трговци људима” могу укључивати активисте или професионалце који помажу Севернокорејцима да добровољно оду у Кину. Током извештајног периода није било познатих кривичних гоњења или осуда за трговину људима.

### Заштита
Влада Северне Кореје не чини никакве познате покушаје да идентификује појединце као жртве трговине људима или да помогне жртвама трговине људима. Напротив, жртве су подвргнуте тешком злостављању од стране режима, ако их ухвате у покушају да пређу границу или ако их кинеска влада депортује назад у Северну Кореју. Док су власти проверавале репатриране Северне Корејце због контаката са Јужнокорејцима и изложености јужнокорејским културним утицајима, нису правиле разлику између жртава трговине људима и илегалних имиграната.
Севернокорејци које су кинеске власти присилно репатрирале, укључујући значајан број жена за које се верује да су жртве трговине људима, шаљу се у затворске логоре, где могу бити подвргнуте присилном раду, мучењу, сексуалном злостављању од стране затворских чувара или другим тешким казнама. Репатриране жртве за које се сумња да су затруднеле са дететом могућег кинеског очинства могу бити подвргнуте присилном абортусу и чедоморству. Извештаји показују да затворске власти могу да убијају бебе рођене од репатрираних жртава док су у затвору. Влада није обезбедила да жртве трговине људима не буду кажњене за незаконите радње почињене као директна последица трговине људима.
Унутрашњи услови у Северној Кореји подстичу многе Севернокорејце да побегну из земље, што их чини посебно рањивим на трговце људима. Северна Кореја наставља да забрањује постојање аутохтоних невладиних организација, а у земљи не постоје међународне невладине организације које раде на спречавању трговине људима или помоћи жртвама трговине људима. Северна Кореја није чланица Протокола за спречавање, сузбијање и кажњавање трговине људима, посебно женама и децом.